# Línea 1 (Urbanos de Alcorcón)
La línea 1 de la red de autobuses urbanos de Alcorcón une Puerta del Sur con Fuente Cisneros.

## Características
Esta línea conecta el barrio de Fuente Cisneros con la estación de Puerta del Sur, limitando su recorrido a la estación de Alcorcón Central en fines de semana y días festivos. También da servicio a los barrios de Ondarreta, Alcorcón Centro y Parque Oeste.
La línea mantiene los mismos horarios todo el año (exceptuando las vísperas de festivo y festivos de Navidad).
La línea circula exclusivamente por el término municipal de Alcorcón. Como bien se expresa en la numeración interna del CRTM, recibe el número 1007. El primer dígito corresponde a la línea, en este caso la línea 1. Y los últimos tres dígitos corresponden al municipio por el que circula, en este caso 007 corresponde al municipio de Alcorcón.
La línea está operada por Arriva Madrid, mediante la concesión administrativa VCM-501: Madrid - Batres del Consorcio Regional de Transportes de Madrid

## Horarios
| Lunes a viernes laborables   | Lunes a viernes laborables   | Sábados laborables, domingos y festivos | Sábados laborables, domingos y festivos |
| Pta. del Sur > Fte. Cisneros | Fte. Cisneros > Pta. del Sur | FF.CC. Alcorcón > Fte. Cisneros         | Fte. Cisneros > FF.CC. Alcorcón         |
| 06:30                        | 06:00                        | 06:50                                   | 06:30                                   |
| 06:50                        | 06:20                        | 07:30                                   | 07:10                                   |
| 07:10                        | 06:40                        | 08:10                                   | 07:50                                   |
| 07:30                        | 07:00                        | 08:50                                   | 08:30                                   |
| 07:50                        | 07:20                        | 09:30                                   | 09:10                                   |
| 08:10                        | 07:40                        | 10:10                                   | 09:50                                   |
| 08:30                        | 08:00                        | 10:50                                   | 10:30                                   |
| 08:50                        | 08:20                        | 11:30                                   | 11:10                                   |
| 09:10                        | 08:40                        | 12:10                                   | 11:50                                   |
| 09:30                        | 09:00                        | 12:50                                   | 12:30                                   |
| 10:00                        | 09:20                        | 13:30                                   | 13:10                                   |
| 10:30                        | 09:40                        | 14:10                                   | 13:50                                   |
| 11:00                        | 10:00                        | 14:50                                   | 14:30                                   |
| 11:30                        | 10:30                        | 15:30                                   | 15:10                                   |
| 12:00                        | 11:00                        | 16:10                                   | 15:50                                   |
| 12:30                        | 11:30                        | 16:50                                   | 16:30                                   |
| 13:00                        | 12:00                        | 17:30                                   | 17:10                                   |
| 13:30                        | 12:30                        | 18:10                                   | 17:50                                   |
| 14:00                        | 13:00                        | 18:50                                   | 18:30                                   |
| 14:30                        | 13:30                        | 19:30                                   | 19:10                                   |
| 15:00                        | 14:00                        | 20:10                                   | 19:50                                   |
| 15:30                        | 14:30                        | 20:50                                   | 20:30                                   |
| 16:00                        | 15:00                        | 21:30                                   | 21:10                                   |
| 16:30                        | 15:30                        | 22:10                                   | 21:50                                   |
| 17:00                        | 16:00                        |                                         |                                         |
| 17:30                        | 16:30                        |                                         |                                         |
| 18:00                        | 17:00                        |                                         |                                         |
| 18:30                        | 17:30                        |                                         |                                         |
| 19:00                        | 18:00                        |                                         |                                         |
| 19:30                        | 18:30                        |                                         |                                         |
| 20:00                        | 19:00                        |                                         |                                         |
| 20:30                        | 19:30                        |                                         |                                         |
| 21:00                        | 20:00                        |                                         |                                         |
| 21:30                        | 20:30                        |                                         |                                         |
| 22:00                        | 21:00                        |                                         |                                         |
| 22:30                        | 21:30                        |                                         |                                         |
| 23:00                        | 22:00                        |                                         |                                         |
|                              | 22:30                        |                                         |                                         |
| 23:00                        |                              |                                         |                                         |
| 23:30                        |                              |                                         |                                         |

## Recorrido y paradas

### Sentido Fuente Cisneros
| Código                                                                        | Parada                                     | Común con                    | Conexiones con Metro y Cercanías |
| ----------------------------------------------------------------------------- | ------------------------------------------ | ---------------------------- | -------------------------------- |
| Las expediciones de lunes a viernes realizan las siguientes paradas           |                                            |                              |                                  |
| 20167                                                                         | Av. Leganés - Est. Puerta del Sur          |                              | Puerta del Sur                   |
| 08512                                                                         | Av. Leganés - Parque de Monfragüe          | 450 511                      |                                  |
| 08432                                                                         | Av. Alcalde José Aranda - Maestro Victoria | 514 520 560                  |                                  |
| 08490                                                                         | Alcalde José Aranda - Colegio              | 514 560                      |                                  |
| 08487                                                                         | Cantos - Av. Alcalde José Aranda           | 512                          |                                  |
| 08484                                                                         | Cantos - Mayor                             | 512                          |                                  |
| 08530                                                                         | Cantos - Zamora                            | 512                          |                                  |
| 08481                                                                         | Cáceres - Iglesia                          | 512                          |                                  |
| 08842                                                                         | Robles - Casa De La Cultura                | 2 512                        |                                  |
| Las expediciones de sábados, domingos y festivos realizan la siguiente parada |                                            |                              |                                  |
| 11772                                                                         | Berlín - Est. Alcorcón Central             | 2 3 510 510B 516 517 520 535 | Alcorcón Central                 |
| Paradas del itinerario normal                                                 |                                            |                              |                                  |
| 11779                                                                         | Budapest - Hospital Fundación Alcorcón     | 2 510B 516 517 551           | Alcorcón Central                 |
| 11822                                                                         | Viena - Cementerio                         | 2 516 517                    |                                  |
| 12007                                                                         | Viena - Av. Atenas                         | 2 516 517                    |                                  |
| 12005                                                                         | Av. Europa - Universidad                   | 517                          |                                  |
| 10995                                                                         | Av. Europa - Centro Comercial              |                              |                                  |
| 10996                                                                         | Av. Europa - París                         |                              | Parque Oeste                     |
| 16402                                                                         | Av. Europa - Bruselas                      |                              |                                  |
| 16401                                                                         | Fuente Cisneros - Colegio                  | 517                          |                                  |

### Sentido Puerta del Sur
| Código                                                                        | Parada                                     | Común con                    | Conexiones con Metro y Cercanías |
| ----------------------------------------------------------------------------- | ------------------------------------------ | ---------------------------- | -------------------------------- |
| 16401                                                                         | Fuente Cisneros - Colegio                  | 517                          |                                  |
| 16402                                                                         | Bruselas - Av. Europa                      |                              |                                  |
| 10996                                                                         | Av. Europa - París                         |                              | Parque Oeste                     |
| 10995                                                                         | Av. Europa - Centro Comercial              |                              |                                  |
| 12005                                                                         | Av. Europa - Universidad                   | 517                          |                                  |
| 12007                                                                         | Viena - Av. Atenas                         | 2 516 517                    |                                  |
| 11823                                                                         | Viena - Budapest                           | 2 516 517                    |                                  |
| 11770                                                                         | Budapest - Hospital Fundación Alcorcón     | 2 510B 516 517 551           | Alcorcón Central                 |
| Las expediciones de sábados, domingos y festivos realizan la siguiente parada |                                            |                              |                                  |
| 11773                                                                         | Berlín - Est. Alcorcón Central             | 2 3 510 510B 516 517 520 535 | Alcorcón Central                 |
| Las expediciones de lunes a viernes realizan las siguientes paradas           |                                            |                              |                                  |
| 08858                                                                         | Robles - Colegio                           | 2 510 520                    |                                  |
| 08480                                                                         | Cáceres - Pza. San Pedro Bautista          | 450 512                      |                                  |
| 08530                                                                         | Cantos - Zamora                            | 512                          |                                  |
| 08484                                                                         | Cantos - Mayor                             | 512                          |                                  |
| 08486                                                                         | Cantos - Polideportivo                     | 512                          |                                  |
| 08489                                                                         | Av. Alcalde José Aranda - Av. Polvoranca   | 510 514 560                  |                                  |
| 08430                                                                         | Av. Alcalde José Aranda - Olímpica C. Puig | 514 520 560                  |                                  |
| 08511                                                                         | Av. Leganés - Río Segre                    | 450 511                      |                                  |
| 08489                                                                         | Av. Leganés - Est. Puerta del Sur          |                              | Puerta del Sur                   |